# Неляти
Неля́ти (рос. Неляты) — село у складі Каларського округу Забайкальського краю, Росія.

## Населення
Населення — 74 особи (2010; 167 у 2002).
Національний склад (станом на 2002 рік):
- росіяни — 64 %